# Strug (Bootstyp)

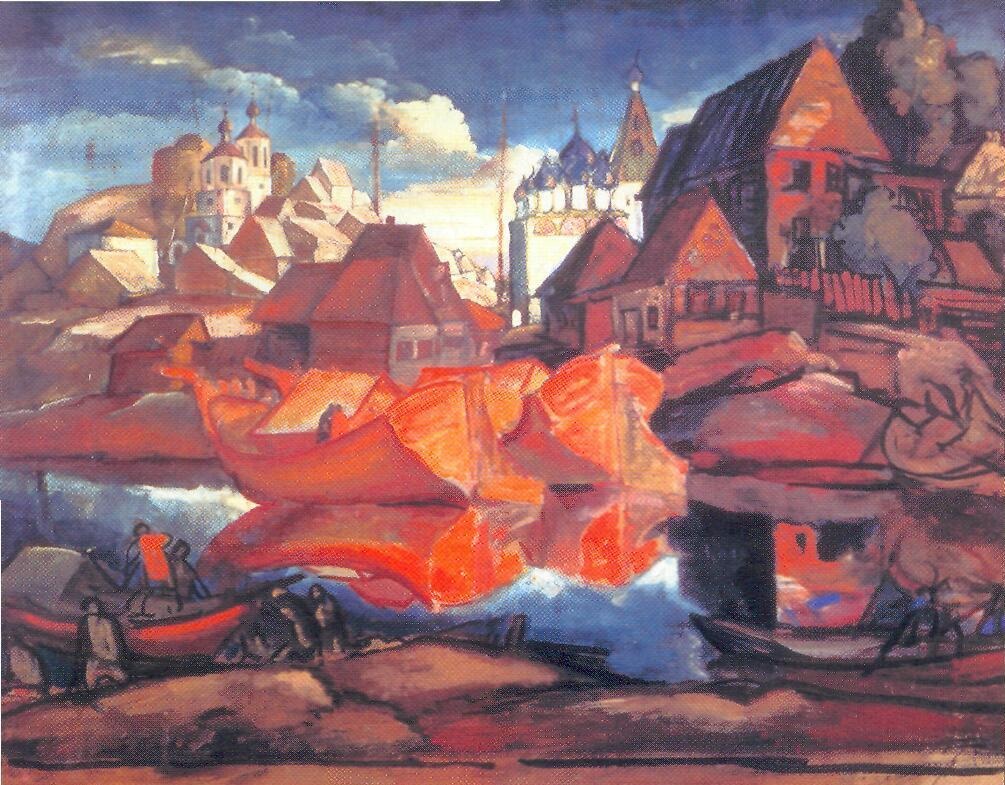
Alexei Iljitsch Krawtschenko (1889–1940): Alte russische Stadt. Rote Strugi. (Древний русский город. Красные струги.)

Strug (russisch струг, Mehrzahl: струги – Strugi) ist die Bezeichnung eines historischen russischen Bootstyps des 9. bis 18. Jahrhunderts. Unter dem Begriff Strug wurden Wasserfahrzeuge subsumiert, die durch Größe und Bauweise für die Flussschifffahrt besonders geeignet waren. Im Deutschen gibt Barke diese Bedeutung am treffendsten wieder.

## Herkunft des Begriffes
Die Herkunft des Begriffes ist ungeklärt. Im Russischen und anderen slawischen Sprachen bezeichnet Strug auch Werkzeuge zur Holz- und Metallbearbeitung (Schäleisen, Zugmesser, Hobel, Drehbank). Von dieser Herkunft abgeleitet wird der Name auf die Fortbewegungsart der flachbödigen Schiffe zurückgeführt, die wie ein Hobel über das Wasser gleiten.  Andere führen den Begriff Strug auf die Wurzel стригун (strigun = einjähriges Fohlen) zurück.

## Erste Belege in der alten Rus

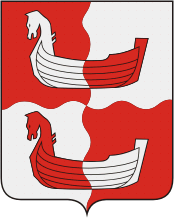
Wappen des Rajons Strugi Krasnyje = Rote Strugi, bis 1919 Strugi Belyje = Weiße Strugi

Im Laufe der Besiedlung der osteuropäischen Tiefebene durch die slawischen Stämme und der Entwicklung der alten Rus wuchs das Bedürfnis, das weitverzweigte Netz an Flüssen und Nebenflüssen als Verkehrsweg zu nutzen. Hierzu wurden Schiffe benötigt, die durch Bauart und Größe für die Flussschifffahrt geeignet, aber dennoch in der Kapazität ausreichend waren, um Frachten und Passagiere zu befördern.
Bereits in der Russkaja Prawda, einem Gesetzeskodex der Kiewer Rus (11. Jahrhundert), findet der Strug neben dem Kahn (altruss. челн, russisch чёлн) und dem Boot (altruss. ладь, russisch ладья) Erwähnung. Aus der Russkaja Prawda kann wenig über die ursprüngliche Konstruktion geschlossen werden, der Text bezeugt lediglich, dass es sich um ein kleines Boot von einfacher Bauart handelte, dass ein Drittel des Wertes eines großen Seeschiffes hatte und halb so viel wert war wie ein gebordetes Boot. Es wird vermutet, dass es sich um ein Lastschiff handelte, das durch einen flachen Boden und folglich geringen Tiefgang sowie hochbordige Seitenbeplankung an die Beförderung von Frachten auf den russischen Flüssen besonders angepasst war. Handelte es sich zunächst um Ruderboote, so hatten Strugi später zusätzlich einen mittschiffs angebrachten Mast mit rechteckigem Rahsegel. Für den Transport von Personen gehobeneren Standes gab es mitunter eine Kajüte auf Deck.

## Nowgoroder Strugi

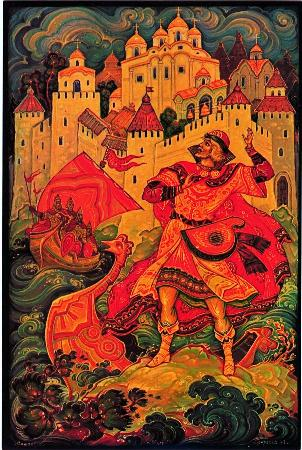
Sadko, Palech-Miniatur mit Strug im Hintergrund

Als Folge der Tatareninvasion im 13. Jahrhundert blieb die Verbindung zum Schwarzen und Kaspischen Meer über Don und Wolga der Rus für mehrere Jahrhunderte versperrt. Deshalb gewann der Handelsweg von Nowgorod über den Fluss Wolchow, den Ladogasee und die Newa zum Finnischen Meerbusen an Bedeutung.
Strug-Boote finden in der Nowgoroder Geschichte, beim Handel mit der Hanse und Skandinavien sowie bei der Verteidigung der Kontrolle über den finnischen Meerbusen mehrfach Erwähnung. Bereits in der mittelalterlichen Heldensaga Sadko bereist der Nowgoroder Held Sadko Flüsse und Meere auf einem Strug. Dem Nowgoroder Fürsten Alexander Newski soll der Überraschungsangriff auf die den finnischen Meerbusen besetzenden Schweden im Jahr 1240 gelungen sein, weil er das Lager der Schweden zügig mit wendigen, schnellen Strug-Booten erreichte. Die Zerstörung großer Teile der schwedischen Flotte im Newa-Delta nach der Ladoga-Invasion der Schweden im Jahre 1284 durch eine Nowgoroder Streitmacht unter Führung des Possadnik Semjon Michajlowitsch berechtigt zu der Annahme, dass die Nowgoroder zwischenzeitlich über eine nicht unbeträchtliche Zahl kriegstüchtiger Fluss- und Seeschiffe verfügten.
Darstellungen Nowgoroder Strugi zeigen diese als Segelruderboote mit mehreren Ruderbänken, mittschiffs angebrachtem Mast mit viereckigem Segel und hochgezogenem, kunstvoll zugeschnittenem, reich mit Schnitzereien (Pferdekopf, Drachenkopf) versehenem Vordersteven.

## Bedeutung für die Kolonisierung Sibiriens

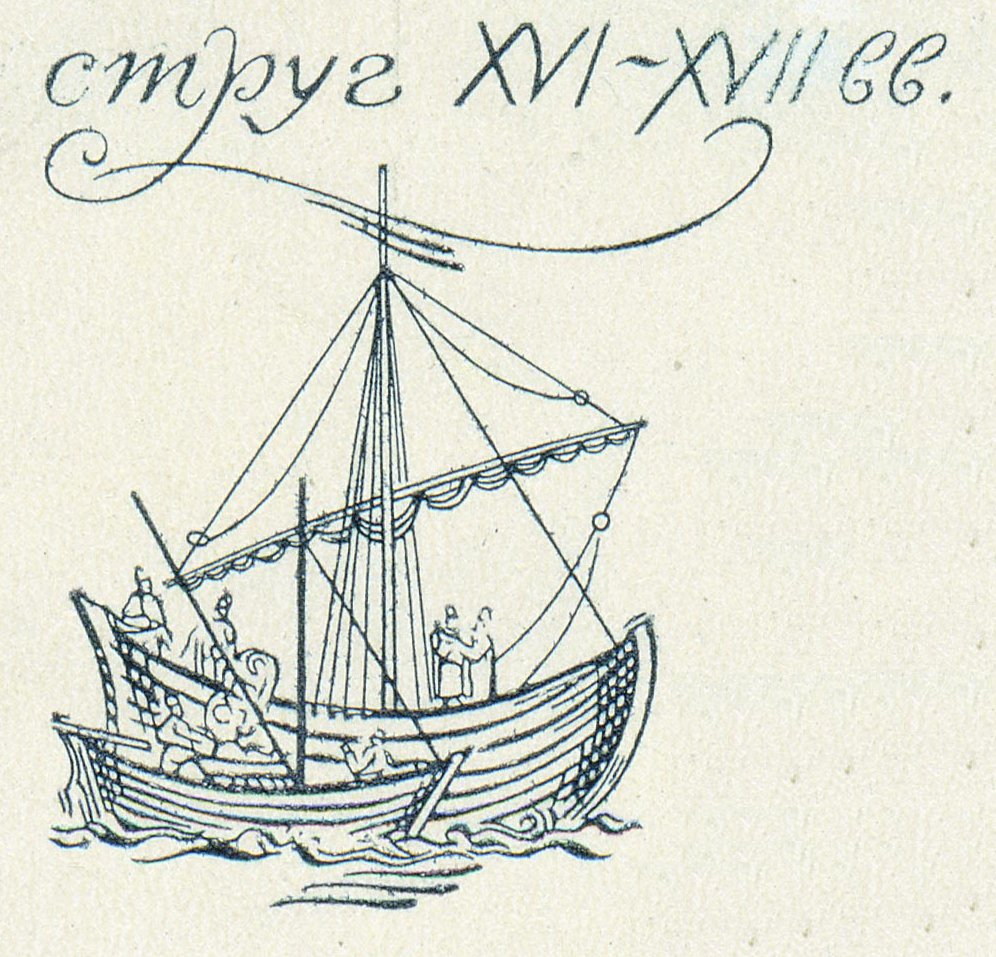
Strug: Kleines russisches Segelboot des 16./17. Jahrhunderts zur Binnenschifffahrt, Ausschnitt einer Briefmarke von 1987

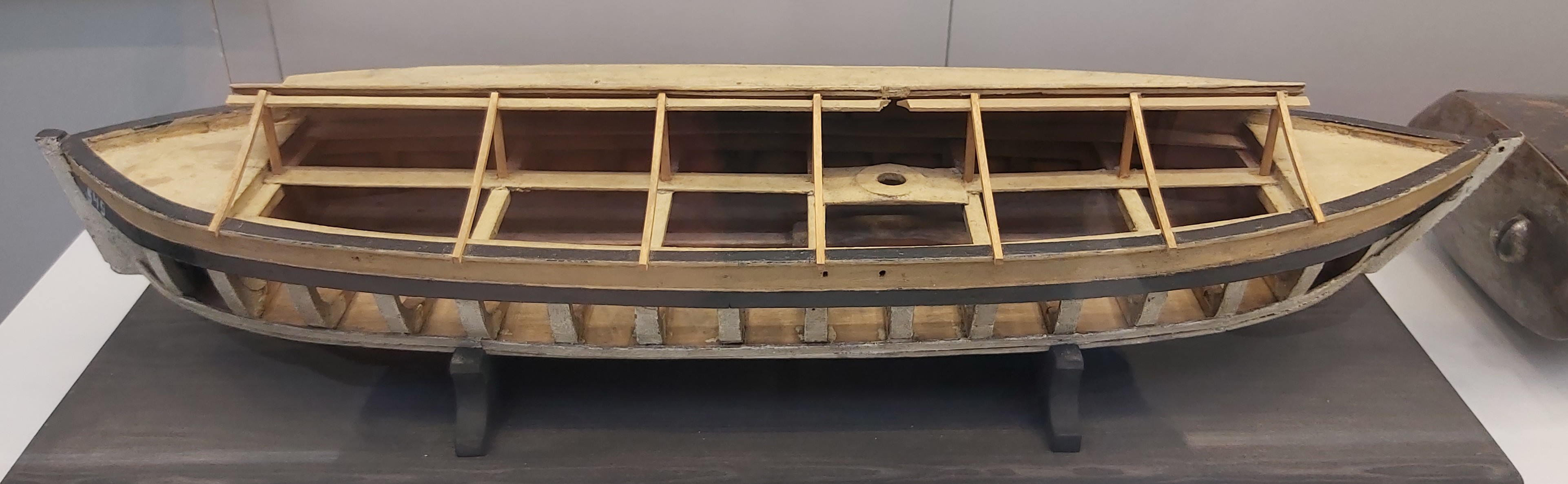
Strug

Auch die bei der Kolonisierung Sibiriens durch russische Siedler für die Erschließung der sibirischen Flüsse und den Binnenhandel mit Fellen und Rohstoffen benutzten Segelruderboote wurden als Strug bezeichnet. Der russische Abenteurer und Entdecker Demid Pjanda unternahm seine 8000 km lange Flussexpedition auf der Unteren Tunguska, der Angara und der Lena in den Jahren 1620 bis 1624 auf Strug-Booten. Noch bis in das 20. Jahrhundert wurden von jakutischen Fischern Boote mit dem Namen Strug benutzt. Es handelte sich hierbei um einen Einbaum mit aufgesetzten Planken zur Erhöhung des Bordrandes.

## Erste russische Flotte (Asow-Flotte) und Niedergang des Strug-Baus
Die unter der Regentschaft Peter I. für die zweite Asow-Kampagne aufgestellte erste Russische Marine bestand neben Fregatten, Brander und Galeeren auch aus ca. 1300 Strug-Booten. Hier werden damit kleinere Kanonenruderboote mit einmastigem Segel bezeichnet. Zar Peter I. selbst reiste 1722 mit einem 18-rudrigen „Moskwa“-Strug (москворецкий) von Moskau nach Nischni Nowgorod und von dort weiter nach Astrachan. Im weiteren Verlauf des Aufbaus einer russischen Flotte unter Peter I. zu Beginn des 18. Jahrhunderts wurde jedoch der Bau von Strugi und anderer traditioneller russischer Schiffstypen zugunsten westeuropäischer Vorbilder aufgegeben. In einem Dekret vom 28. Dezember 1715 verfügte Peter I. die Umstellung des Bootsbaus von traditionellen russischen Booten (ладья, коча) auf modernere Schiffe zumeist holländischer Bauart (галиот – Galiot, гукар – Huker, кат – Katboot, флейт – Fleute) binnen zwei Jahren. Der Grund für diese Umstellung soll in der besseren militärischen Nutzbarkeit der holländischen Modelle (bessere Möglichkeit der Montage von Kanonen, bessere Seetüchtigkeit bei Angriffen) gelegen haben. Aufgrund dieses Wandels im russischen Schiffbau gerieten traditionelle russische Bootstypen wie der Strug in den folgenden Jahrhunderten nahezu in Vergessenheit.